# Каплиця святої Гертруди у Тшеб'ятові (церква)
54°03′35″ пн. ш. 15°15′46″ сх. д. / 54.0596° пн. ш. 15.2628° сх. д.

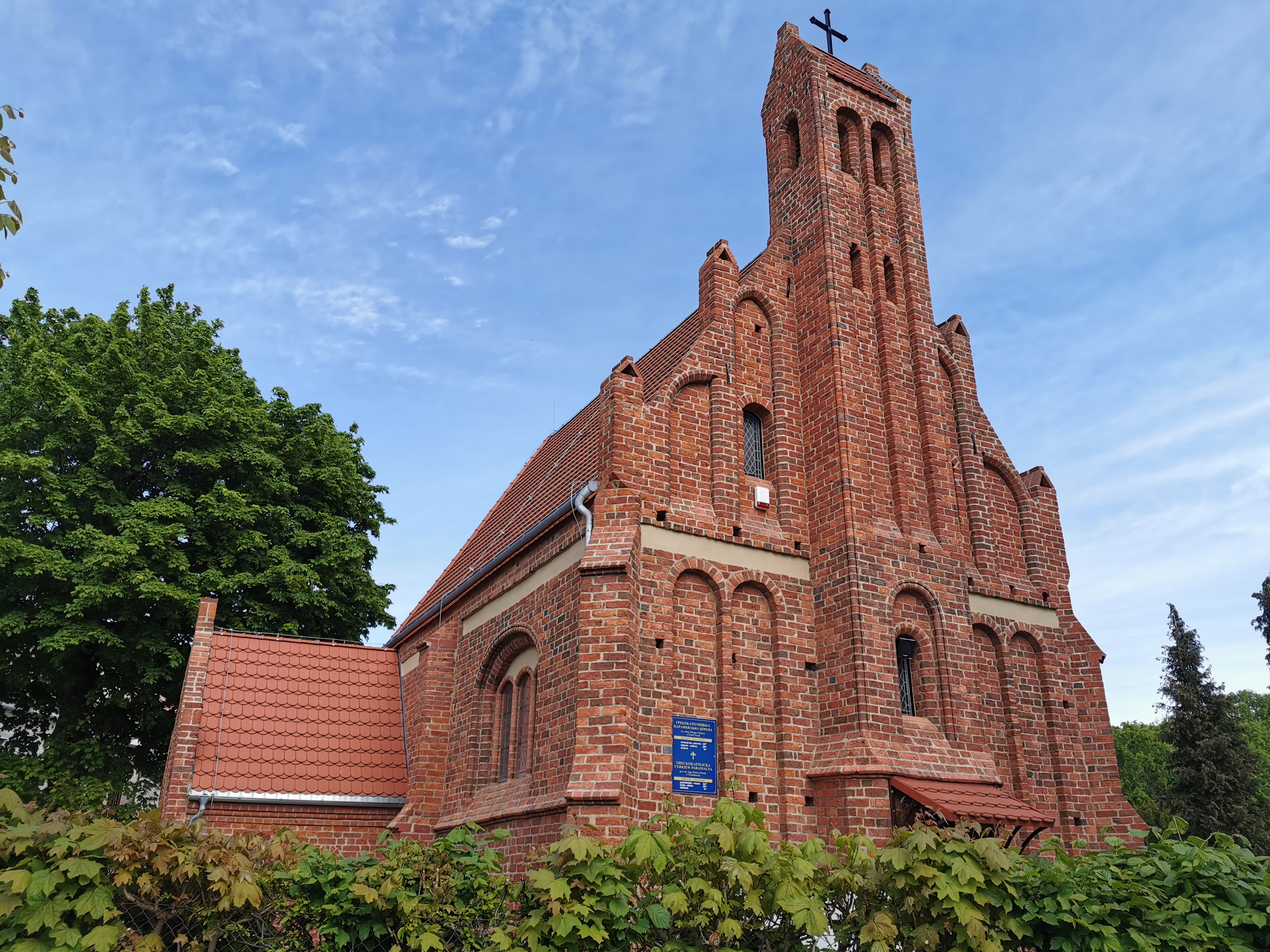
Зовнішній вигляд церкви

Каплиця святої Гертруди (пол. Kaplica św. Gertrudy, нім. St. Gertrudskapelle, лат. Pauperum hospitale cubiculum) — це одна з трьох колишніх готичних лікарняних каплиць, що збереглися в Тшеб'ятові. Від 1957 року вона служить українським греко-католикам та є місцем перебування парафії цього обряду.

## Історія каплиці
У XIV столітті міська рада Тшеб'ятова пожертвувала гроші на будівництво лікарні з притулком для бідних та паломників, поруч з якою знаходилась каплиця. У XVII столітті лікарню знесли, залишилася лише каплиця. Колишній храм перетворили на ремісничу майстерню та склад. Наприкінці XIX століття, після ремонту, він знову почав служити вірним для святкування церковних служб, але у строго визначеній функції. У 1898—1925 роках це була похоронна каплиця муніципального кладовища, а від 1925 року, з приходом польського населення в Тшеб'ятів, вона була пристосована під каплицю римо-католицької церкви.
Після закінчення Другої світової війни в результаті операції «Вісла» українське населення було переселено у Тшеб'ятів. В основному це були мешканці таких міст, як Тростянець, Гронзьова, Войткова та інші прилеглі села. Тому завдяки зусиллям порівняно великої громади колишню каплицю святої Гертруду перевели греко-католикам з Тшеб'ятова, створивши окрему парафію цього обряду.

## Історія парафії

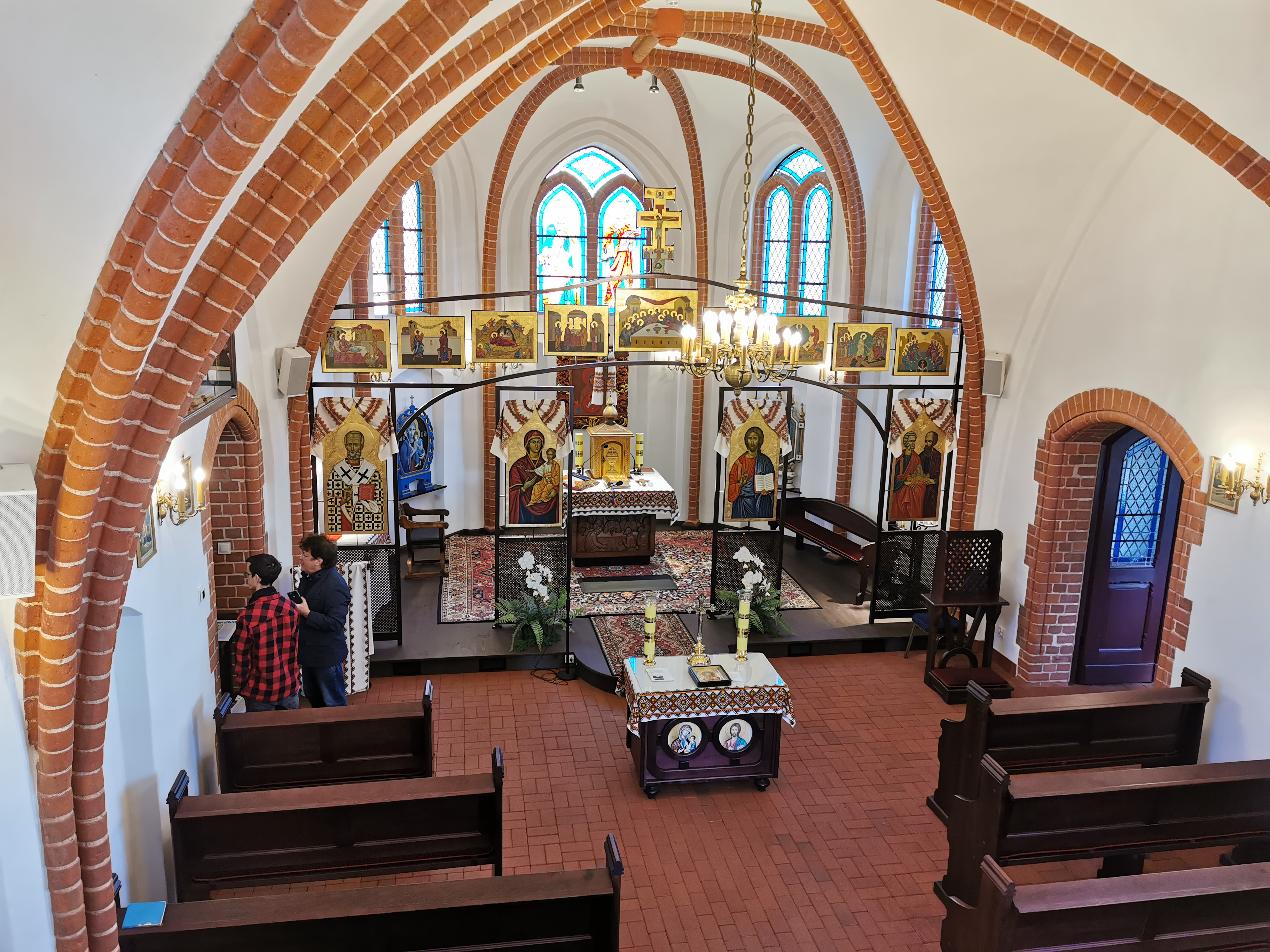
Внутрішній вигляд церкви

Першим парохом був о. Володимир Боровець, який діяв з 1959 р., а другий, о. Володимир Данилів, який жив у селі Чаплін-Вельки поблизу Тшеб'ятова. На зламі 1962 та 1963 р.. до парафії повернувся о. Володимир Боровець, який діяв аж до 1969 року. У 1960-х роках парафія була названа на честь святих Петра і Павла, а в 1970-х роках відновлено дах. У середині 80-х років у Плотах було створено філіал парафії. Єжи Новосельський, один із найвідоміших польських художників і живописців, зробив для церкви ікону Божої Матері з Дитятком, яка донині висить над вівтарем.
Перед входом та всередині церкви встановлено дві дошки, присвячені урочистому святкуванню 1000-річчя Хрещення Русі-України. Хронологічно наступними парохами були: о. Петро Крик (сьогодні: греко-католицький єпископ у Німеччині), о. Михайло Білінський, о. Василь Орест Підлипчак, о. Роман Павло Маліновський, о. Тадеуш Йосафат Осипанко, о. Стефан Мирослав Підлипчак, а від 1998 року парохом є о. Богдан Фецюх, який походить зі Львова.

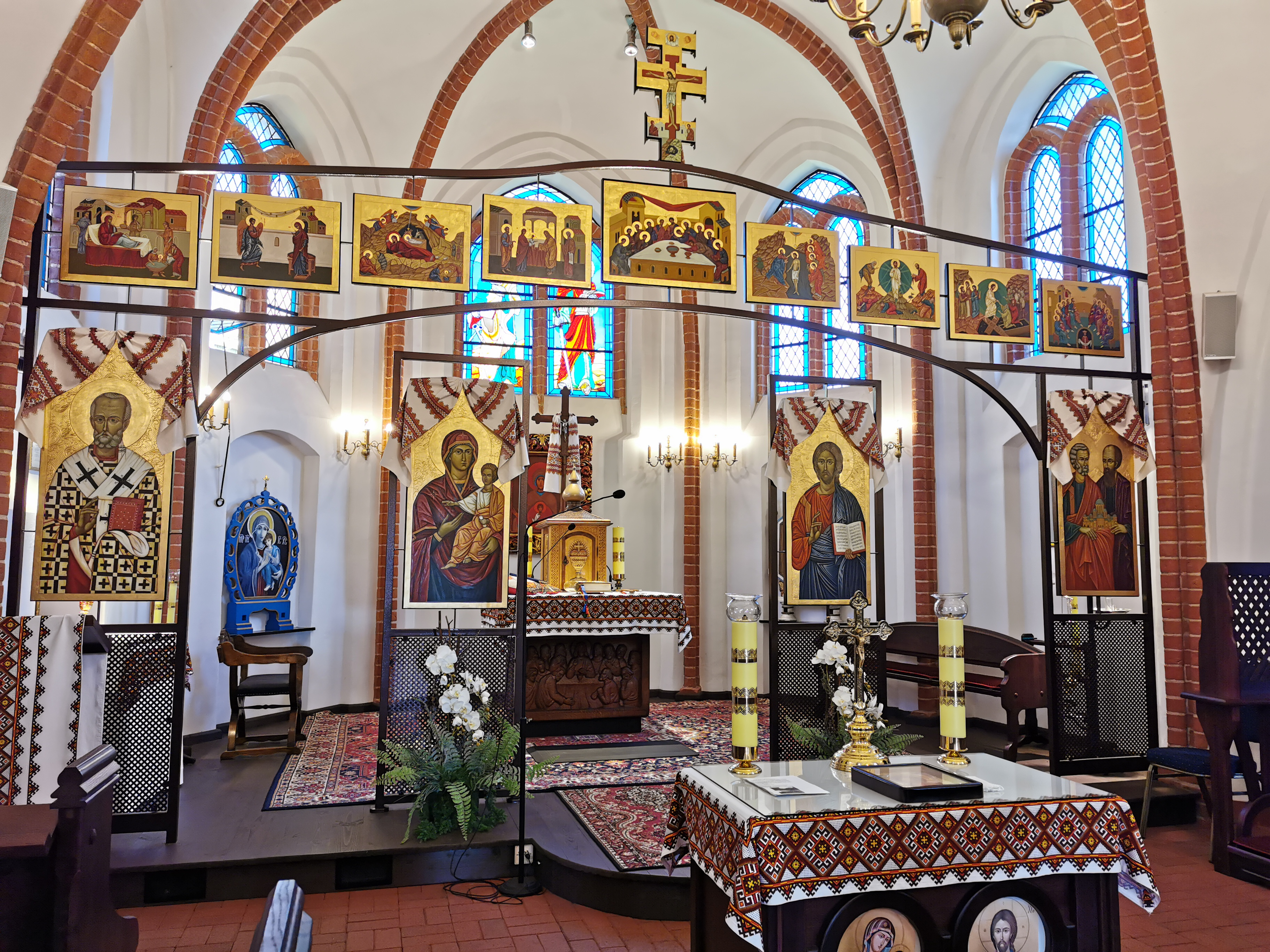
Іконостас і тетрапод

У наступні роки всередині церкви проводились малярські роботи, у 2000 році замінено всі вітражі. Відтоді над вівтарем розміщували вітражі із зображеннями апостолів Петра та Павла. Порівняно недавно, у 2002 році, було побудовано хор та замінено вхідні двері, а парафія отримала приміщення у будівлі біля церкви, де знаходиться парафіяльний офіс та квартира пароха.
У липні 2013 року відбулася невдала спроба нападу на церкву. Під час богослужіння, у якому брали участь близько 100 людей, молодий чоловік намагався вкинути у храм петарду. На щастя, вона вибухнула перед входом. Попри наявності муніципального моніторингу, поліція не змогла встановити особу злочинця і схопити його. Щодо причини цього інциденту, думки розділилися. Одні говорять про хуліганські надлишки, а інші вказують на переслідування за ознаками релігії та національності.
Навесні 2018 року завдяки отриманим коштам від Європейського Союзу розпочався ретельний ремонт церкви в поєднанні з консерваційними роботами. Вона була відремонтованою зсередини та назовні. Відремонтувано стінові конструкції та зроблено штукатурки, зміцнено основи фундаментів, замінено дах та підлоги, проведено електромонтажні роботи, оновлено вікна та двері. Окрім того замінено лавки, додано нові ікони та додано іконостас. На початку грудня того ж року храм був офіційно освячений, участь у ньому взяли численні ієрархи Української греко-католицької церкви у Польщі, в тому числі Єпископ Володимир Ющак, єпископ Вроцлавський та Кошалінський.